# Петро Бориславич
Петро Бориславич (?—1185) — боярин київського князя Ізяслава Мстиславича, літописець.
Походив зі знатного боярського роду. 1153 року Петро Бориславич був послом київського князя Ізяслава Мстиславича до галицького князя Володимирка Володаревича. Є підстави гадати, що він був також послом Ізяслава до чернігівських князів у 1147 і 1149 роках. Після смерті Ізяслава Мстиславича (1154) перебував на службі в його сина Мстислава Ізяславича, з яким порвав 1170 року. 
Вперше припущення про те, що автором літописної розповіді про посольство до галицького князя Володимирка Володаревича був сам посол, висловив І. Хрущов («О древнерусских исторических повестях и сказаниях: XI—XII столетие»). До нього К. Бестужев-Рюмін писав про літописця, який був соратником київського князя Ізяслава Мстиславича («О составе русских летописей до конца XIV века»). Д. Лихачов звернув увагу на те, що в Іпатіївському літописі збереглися фрагменти ще кількох писемних звітів послів про виконані ними доручення («Повести русских послов как памятник литературы»). Подальший розвиток припущення про тотожність літописця Ізяслава Мстиславича та боярина Петра Бориславича отримало в працях Б. Рибакова. Останній дійшов висновку, що саме Петро Бориславич протягом майже 50-ти років робив записи про діяльність двох поколінь «Мстиславова племені»: сина великого князя київського Мстислава Великого Ізяслава Мстиславича та двох його онуків — Мстислава Ізяславича і Рюрика Ростиславича. За гіпотезою Рибакова, Петро Бориславич міг створити і «Слово о полку Ігоревім». Лінгвістично обґрунтована ця гіпотеза в монографії В. Франчук «Киевская летопись: Состав и источники в лингвистическом освещении».